# Vida (Gewerkschaft)
Die österreichische Verkehrs- und Dienstleistungsgewerkschaft vida ist eine der sieben Teilgewerkschaften im Österreichischen Gewerkschaftsbund. Sie bildete sich am 6. Dezember 2006 aus dem Zusammenschluss der Gewerkschaft der Eisenbahner (GdE), der Gewerkschaft Hotel, Gastgewerbe, Persönlicher Dienst (HGPD) sowie der Gewerkschaft Handel, Transport, Verkehr (HTV). Die Verkehrs- und Dienstleistungsgewerkschaft vertritt rund 132.000 Mitglieder (Stand Ende 2023). Zum ersten vida-Vorsitzenden wurde bei der 1. Bundeskonferenz am 7. Dezember 2006 Rudolf Kaske gewählt, der im Rahmen des Gewerkschaftstages im November 2010 in seiner Funktion als Vorsitzender bestätigt wurde. Am 11. Dezember 2012 wurde Gottfried Winkler zum geschäftsführenden Vorsitzenden der Gewerkschaft vida gewählt. Rudolf Kaske legte zum 11. Dezember 2012 die Funktion zurück und wurde im März 2013 bei der AK-Vollversammlung zum Präsidenten der Wiener Arbeiterkammer und der Bundesarbeiterkammer gewählt. Im Rahmen des 3. vida-Gewerkschaftstages wurde Gottfried Winkler am 6. November 2014 zum Vorsitzenden der Gewerkschaft vida gewählt. Am 5. Dezember 2016 legte Gottfried Winkler seine Funktion als vida-Vorsitzender zurück. Zum neuen Vorsitzenden wurde im Rahmen eines erweiterten Bundesvorstandes Roman Hebenstreit gewählt.
Die vida-Zentrale befindet sich in Wien – seit 1. März 2010 im neuen Gewerkschaftshaus (gemeinsam mit ÖGB und anderen Fachgewerkschaften) am Johann-Böhm-Platz 1 im 2. Gemeindebezirk.

## Organisation
Neben einem Bundesvorstand – bestehend aus Präsidium, Vorsitzenden und Vertretern von Ländern, Fachbereichen und Abteilungen – gibt es acht große Fachbereiche innerhalb der Gewerkschaft vida:
1. Fachbereich „Dienstleistungen“
2. Fachbereich „Eisenbahn“
3. Fachbereich „Gebäudemanagement“
4. Fachbereich „Gesundheit“
5. Fachbereich „Luft- und Schiffverkehr“
6. Fachbereich „Soziale Dienste“
7. Fachbereich „Straße“
8. Fachbereich „Tourismus“

### Abteilungen
Die 3 Abteilungen der Gewerkschaft vida heißen:
- Jugend
- Frauen
- PensionistInnen

### Landessekretariate
Die Gewerkschaft vida hat in jedem österreichischen Bundesland ebenfalls Sekretariate:
- Wien
- Niederösterreich (St. Pölten und Schwechat)
- Burgenland (Eisenstadt)
- Kärnten (Klagenfurt und Villach)
- Oberösterreich (Linz)
- Salzburg (Salzburg)
- Steiermark (Graz)
- Tirol (Innsbruck)
- Vorarlberg (Bludenz)

## vidaflex
Im Jahr 2017 wurde die Initiative vidaflex gestartet. Dabei handelt es sich um eine gewerkschaftliche Initiative für Ein-Personen-Unternehmen (EPUs) und freie Dienstnehmer. Ziel ist es, jene Personen zu vertreten, die bisher nicht gewerkschaftlich vertreten wurden und ihnen eine Interessensvertretung, sowie steuerliche und rechtliche Unterstützung zu bieten.

## Ziele
Die Gewerkschaft vida will ihre Mitglieder nicht nur bei Fragen und Anliegen ihrer einzelnen Berufe betreuen, sondern allgemein für mehr Lebensqualität sorgen. vida heißt auf Spanisch „Leben“ und „Lebensfreude“.